# Ardisia carchiana
Ardisia carchiana é uma espécie de planta da família Myrsinaceae. É endêmica do Equador.